# Валютна війна
Валютні війни, або конкурентна девальвація — послідовні навмисні дії урядів та центробанків кількох країн щодо досягнення відносно низького обмінного курсу для своєї національної валюти з метою збільшення власних обсягів експорту та скорочення імпорту. Збільшення обсягів експорту відбувається за рахунок зниження в іноземній валюті собівартості виробництва вітчизняних підприємств-експортерів та можливості знизити ціни на продукцію експортерів. При знеціненні місцевої валюти імпорт стає дорожчим і, отже, зменшується, що створює конкурентні переваги місцевих виробників.

## Історія
Явище валютних війн досі було досить рідкісним. Широко визнано, що одним з епізодів є те, що сталося в 1930, коли деякі держави здійснювали продаж валюти нижче її реальної вартості, з метою придушення обсягів зовнішньої торгівлі інших країн.
Глава МВФ Домінік Стросс-Кан 2 жовтня 2010 заявив, з посиланням на ситуацію в КНР і заяву Мінфіну Бразилії про початок світової валютної війни, що новий спалах валютних воєн знову можливий.

## Можливе регулювання
Професор Каліфорнійського університету Берклі Баррі Ейхенгрін вважає, що результатом ослаблення національних валют буде частково скоординована лібералізація монетарної політики.